# Canton de Cachan
Pour les articles homonymes, voir Cachan (homonymie).
Le canton de Cachan est une circonscription électorale française située dans le département du Val-de-Marne et la région Île-de-France.
À la suite du redécoupage cantonal de 2014, les limites territoriales du canton sont remaniées. Le nombre de communes du canton passe de une à deux.

## Histoire

### De 1871 à 1919
Cachan faisait partie du Canton de Villejuif.
| Période | Période           | Identité                              | Étiquette                  | Qualité                                                                             |
| ------- | ----------------- | ------------------------------------- | -------------------------- | ----------------------------------------------------------------------------------- |
| 1871    | 1874 (décès)      | Pierre-Philibert Pompée (1809-1874)   | Républicain                | Instituteur Fondateur de l'école professionnelle d'Ivry Maire d'Ivry                |
| 1874    | 1884              | Benjamin Raspail                      | Extrême-gauche             | Peintre et graveur, propriétaire à Cachan Maire d'Arcueil (1875) Député (1876-1889) |
| 1884    | 1887 (décès)      | Émile Raspail                         | Républicain                | Ingénieur des Arts et Manufactures Maire d'Arcueil (1878-1887)                      |
| 1887    | 1893              | Pierre-Louis Lévêque (1850-?)         | Rad.                       | Horticulteur, maire d'Ivry-sur-Seine (1879-1888)                                    |
| 1893    | 1897 (annulation) | Hyacinthe-Emmanuel Reulos (1881-1904) | Radical                    | Médecin, maire de Villejuif (1881-1904)                                             |
| 1897    | 1908              | Eugène Thomas                         | Socialiste Révolutionnaire | Ouvrier menuisier Maire du Kremlin-Bicêtre (1897-1919)                              |
| 1908    | 1917 (décès)      | Fernand Chazot (1883-1917)            | Rad.                       | Correspondant du Petit Méridional                                                   |
| 1917    | 1919              | siège vacant                          |                            |                                                                                     |

### De 1919 à 1945
Cachan faisait partie de la 1ère circonscription du canton de Villejuif, avec Arcueil, Gentilly, L'Haÿ-les-Roses.
| Période                     | Période                          | Identité                      | Étiquette | Qualité |
| --------------------------- | -------------------------------- | ----------------------------- | --------- | --- |
| 1919                        | 1925                             | Joseph Givord (1868-?)        | SFIO      | Employé, cheminot Conseiller municipal de Villeneuve-Saint-Georges                                                                                           |
| 1925                        | 1935                             | Auguste Gratien               | PRS       | Briquetier, puis entrepreneur de couverture Maire de Gentilly Député (1928-1936)                                                                             |
| 1935                        | 1940 (déchu le 1er février 1940) | Georges Beaugrand (1893-1981) | PCF       | Ouvrier boucher Maire de Gentilly (1934-1940) |
| 1941 (nommé par décret)     | 1942 (démission)                 | Louis Chalvet (1893-1978)     |           | Contremaître forgeron Président du Syndicat des agents de maîtrise de la Région Parisienne Nommé en 1942 dans la 2ème circonscription du canton de Montreuil |
| 1942 (nommé par décret)     | 1944                             | Georges Gérard (1883-1944)    | ex-SFIO   | Ancien menuisier, maire du Kremlin-Bicêtre (1919-1944) |
| 1945 Décret du 12 mars 1945 | 1945                             | Charles Frérot (1898-1962)    | PCF       | Comptable Maire de Gentilly (1944-1962) |

### De 1945 à 1953
Cachan faisait partie du secteur de Sceaux-Ouest (Ivry-sur-Seine, Villejuif, Sceaux, Vanves).

### De 1953 à 1959
Cachan faisait partie du 2ème secteur de la Seine (Sceaux, Vanves, Villejuif).

### De 1959 à 1967
Cachan faisait partie du 52ème secteur de la Seine (avec L'Haÿ-les-Roses, Chevilly-Larue, Fresnes et Rungis).
| Période                                                               | Période | Identité      | Étiquette | Qualité |
| --------------------------------------------------------------------- | ------- | ------------- | --------- | --- |
| 1959 52e secteur Cachan-L'Haÿ-les-Roses-Chevilly-Larue-Fresnes-Rungis | 1967    | Jacques Carat | SFIO      | Journaliste, rédacteur en chef, puis directeur de publication de la revue Preuves Maire de Cachan (1953-1998) |

Le canton de Cachan a été créé lors de la mise en place du département du Val-de-Marne par le décret du 20 juillet 1967, qui comprenait les communes de Cachan et d'Arcueil.
Le canton est modifié par le décret du 20 janvier 1976, qui en ôte la commune d'Arcueil, devenue chef-lieu du canton d'Arcueil.
Un nouveau découpage territorial de la Val-de-Marne entre en vigueur à l'occasion des premières élections départementales suivant le décret du 17 février 2014. Les conseillers départementaux sont, à compter de ces élections, élus au scrutin majoritaire binominal mixte. Les électeurs de chaque canton élisent au Conseil départemental, nouvelle appellation du Conseil général, deux membres de sexe différent, qui se présentent en binôme de candidats. Les conseillers départementaux sont élus pour 6 ans au scrutin binominal majoritaire à deux tours, l'accès au second tour nécessitant 12,5 % des inscrits au 1er tour. En outre la totalité des conseillers départementaux est renouvelée. Ce nouveau mode de scrutin nécessite un redécoupage des cantons dont le nombre est divisé par deux avec arrondi à l'unité impaire supérieure si ce nombre n'est pas entier impair, assorti de conditions de seuils minimaux. Dans le Val-de-Marne, le nombre de cantons passe ainsi de 49 à 25. Le nombre de communes du canton de Cachan passe de 1 à 2.
Dans ce cadre, le nouveau canton de Cachan est formé d'une commune de l'ancien canton d'Arcueil et d'une de celui de Cachan. Il est entièrement inclus dans l'arrondissement de L'Haÿ-les-Roses. Le bureau centralisateur est situé à Cachan.

## Représentation

### Représentation de 1967 à 2015
| Période | Période          | Identité                 | Étiquette        | Qualité |
| ------- | ---------------- | ------------------------ | ---------------- | --- |
| 1967    | 1989 (démission) | Jacques Carat            | SFIO puis PS     | Journaliste, rédacteur en chef, puis directeur de publication de la revue Preuves Maire de Cachan (1953-1998) Sénateur (1968-1995) |
| 1989    | 1998             | Patrice Hernu            | PS, GE, puis UDF | Docteur en mathématiques et en Economie appliquée Adjoint au maire de Cachan                                                       |
| 1998    | 2002             | Jean-Yves Le Bouillonnec | PS               | Avocat Maire de Cachan (1998-2018) Député (2002-2017)                                                                              |
| 2002    | 2015             | Alain Blavat             | PS               | Masseur-kinésithérapeute Adjoint au Maire de Cachan Vice-Président du Conseil Général                                              |

### Représentation depuis 2015
| Période élective | Période élective | Mandat | Mandat           | Identité            | Nuance | Nuance | Qualité |
| ---------------- | ---------------- | ------ | ---------------- | ------------------- | ------ | ------ | --- |
| 2015             | 2021             | 2015   | 2015 (démission) | Daniel Breuiller    |        | EELV   | Fonctionnaire Maire d'Arcueil (1997 → 2016) Conseiller général d'Arcueil (2004 → 2015) Vice-président du Conseil départemental (2015 ) Démissionnaire                                                    |
| 2015             | 2021             | 2016   | 2021             | Christian Métairie  |        | EELV   | Enseignant 1er maire-adjoint (? → 2016) puis maire (2016 → ) d'Arcueil 6e vice-président du Conseil Départemental (2016 → )                                                                              |
| 2015             | 2021             | 2015   | 2021             | Hélène de Comarmond |        | PS     | Haut-fonctionnaire Ex-conseillère du ministre de l'Agriculture Stéphane Le Foll Première maire-adjointe de Cachan (2014 → 2018), puis maire (depuis 2018) 13ème vice-présidente du Conseil départemental |
| 2021             | 2028             | 2021   | en cours         | Hélène Peccolo      |        | EELV   | Coordinateur de développement de projets, Première adjointe au maire d'Arcueil |
| 2021             | 2028             | 2021   | en cours         | Samuel Besnard      |        | PS     | Cadre, adjoint au maire de Cachan |

Pour les élections départementales de 2015, cinq binômes étaient en lice dans le canton :
- Sarah Ganne-Levy (MoDem) et Sébastien Trouillas (UMP) ;
- Manon de Saint-Just d'Autingues (FN) et Denis Truffaut (FN) ;
- Carine Delahaie (PCF) et Claude Plan (Ensemble !) ;
- Daniel Breuiller (EELV, sortant) et Hélène de Comarmond (PS) ;
- Dominique Delanoë (PG) et Maryvonne Legourd-Rocheteau (PG)[13].

À l'issue du 1er tour, deux binômes sont en ballotage : Daniel Breuiller et Hélène de Comarmond (Union de la Gauche, 42,63 %) et Sarah Ganne-Levy et Sébastien Trouillas (Union de la Droite, 22,09 %). Le taux de participation est de 43,39 % (12 426 votants sur 28 641 inscrits) contre 44,44 % au niveau départemental et 50,17 % au niveau national.
Au second tour, Daniel Breuiller et Hélène de Comarmond (Union de la Gauche) sont élus avec 65,79 % des suffrages exprimés et un taux de participation de 39,57 % (6 909 voix pour 11 332 votants et 28 641 inscrits).

## Composition

### Composition de 1967 à 1976
De 1967 à 1976, le canton était constitué des communes de Cachan et d'Arcueil.

### Composition de 1976 à 2015
Le canton ne comprend plus que la commune de Cachan.
| Nom                | Code Insee | Codepostal | Superficie (km2) | Population (dernière pop. légale) | Densité (hab./km2) |
| ------------------ | ---------- | ---------- | ---------------- | --------------------------------- | ------------------ |
| Cachan (chef-lieu) | 94016      | 94230      | 2,74             | 28 365 (2012)                     | 10 352             |

### Composition depuis 2015
Le nouveau canton de Cachan comprend deux communes entières.
| Nom                            | Code Insee | Intercommunalité         | Superficie (km2) | Population (dernière pop. légale) | Densité (hab./km2) | Modifier                                    |
| ------------------------------ | ---------- | ------------------------ | ---------------- | --------------------------------- | ------------------ | ------------------------------------------- |
| Cachan (bureau centralisateur) | 94016      | Métropole du Grand Paris | 2,74             | 30 526 (2022)                     | 11 141             | modifier les données · modifier les données |
| Arcueil                        | 94003      | Métropole du Grand Paris | 2,33             | 21 868 (2022)                     | 9 385              | modifier les données · modifier les données |
| Canton de Cachan               | 9402       |                          | 5,07             | 52 394 (2022)                     | 10 334             | modifier les données                        |

## Démographie

### Démographie avant 2015
| 1968   | 1975   | 1982   | 1990   | 1999   | 2006   | 2011   | 2012   |
| ------ | ------ | ------ | ------ | ------ | ------ | ------ | ------ |
| 26 187 | 26 442 | 23 930 | 24 266 | 24 838 | 27 590 | 28 404 | 28 365 |

### Démographie depuis 2015
En 2022, le canton comptait 52 394 habitants, en évolution de +1,2 % par rapport à 2016 (Val-de-Marne : +3 %, France hors Mayotte : +2,11 %).
| 2013   | 2018   | 2022   |
| ------ | ------ | ------ |
| 49 208 | 52 605 | 52 394 |